# 正教会の歴史
本項では正教会の歴史を扱う。

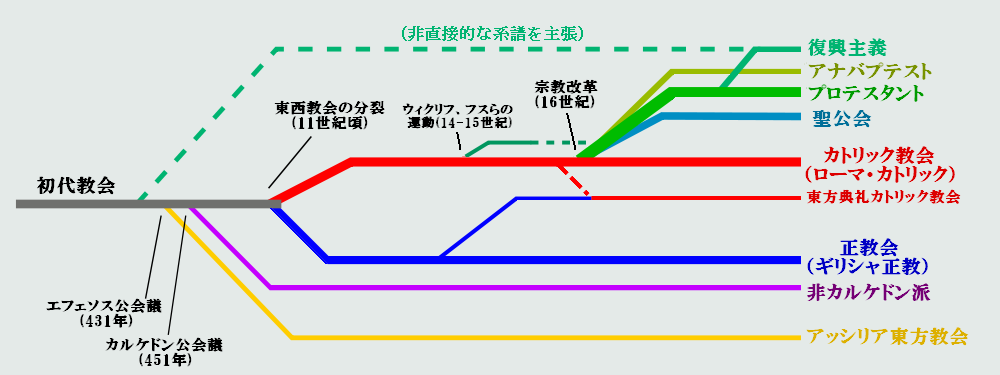
キリスト教諸教派の成立の概略を表す樹形図。更に細かい分類方法と経緯があり、この図はあくまで概略である。

古代には、ローマ帝国の管区をもとに、キリスト教会は4世紀頃から5つの総主教区――ローマ（ロマ）、コンスタンティノープル（コンスタンディヌーポリ）、アンティオキア（アンディオヒア）、アレクサンドリア、エルサレム（イェルサリム）――に分かれていた。このうちローマを除く4教会、およびグルジア正教会が、正教会のもっとも古い教会として現在まで続いている。現在もっとも信徒数が多いのはロシア正教会であり、ルーマニア正教会がこれに次ぐ。

## ローマ帝国の国教

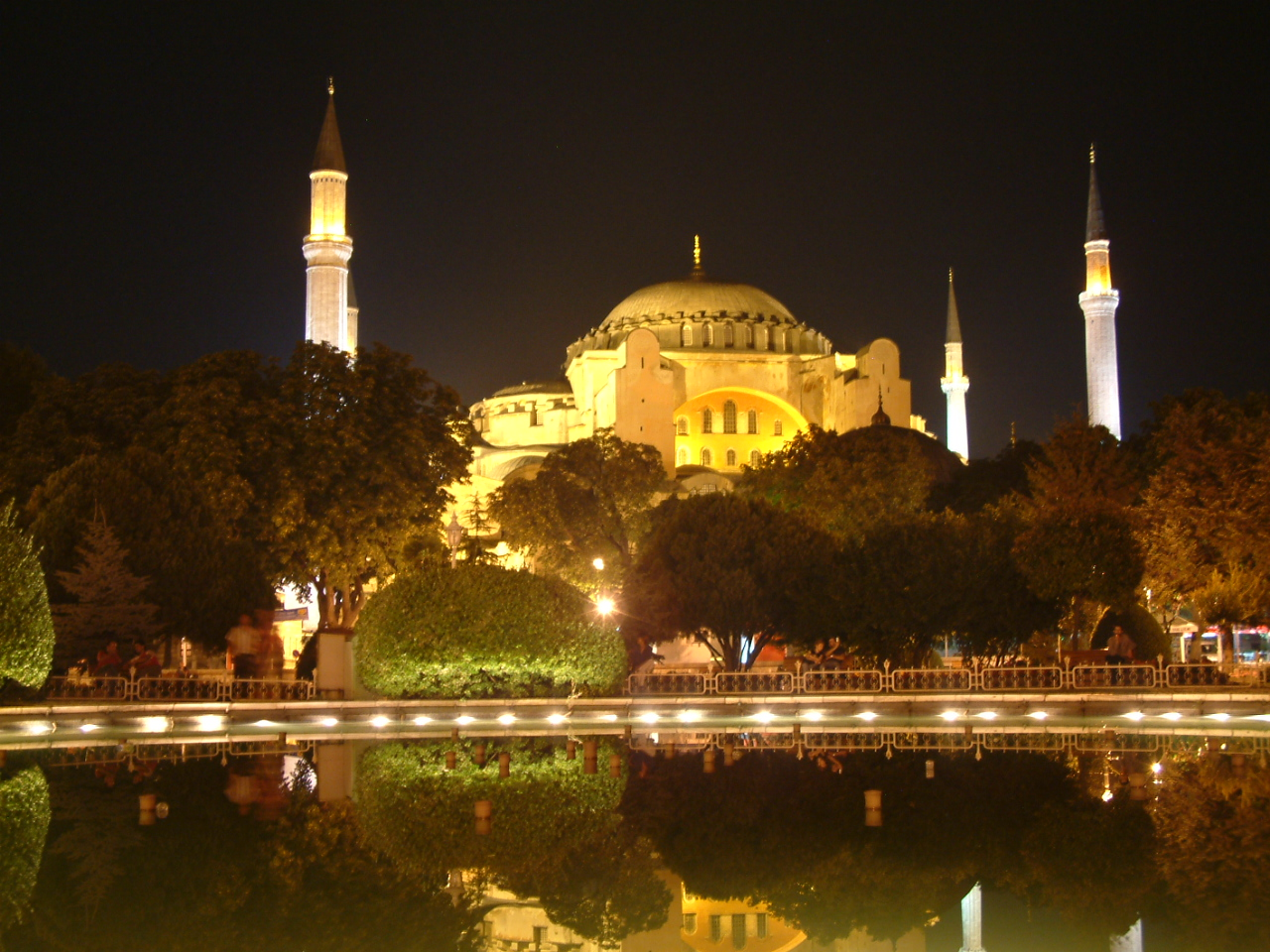
現在のアギア・ソフィア大聖堂の夜景。周囲の4本のミナレットはオスマン帝国時代にモスクに転用された際に付け加えられたもの。

4世紀、ローマ帝国はミラノ勅令でキリスト教の信仰を公認した。キリスト教はさらに国教となり、ローマの多神教にとってかわった。当時、キリスト教の中心は、ラテン語地域のローマ、ギリシア語地域のシリアのアンティオキアおよびエジプトのアレクサンドリアにあったが、新首都コンスタンティノープル（コンスタンティノポリス、コンスタンディヌーポリ）の教会は、旧首都ローマに次ぐ第二位の序列を認められた。
キリスト教を認めたのちのローマ帝国は、国内の安定と一体性の基盤としての宗教の役割を重視し、教会一般を庇護するにとどまらず、教会の人事や教義に直接かかわることも多かった。帝国分離後の東ローマ帝国もこの政策を踏襲した。一方西ローマ帝国は早くに滅び、その後西欧世界を支配したゲルマン系諸部族は必ずしも正統派のキリスト教を信仰しなかった（アリウス派が多かった）ため、西方のラテン語教会は国家の庇護をほとんど期待することができなかった。西ローマ帝国滅亡後、西方世界にも名目上は東ローマ帝国皇帝の主権が及んでいたが、実際の統治権が及ぶことはまれであった。このため西ローマ帝国滅亡後、ローマ教会の長であるローマ教皇に西方世界の行政権が認められた。このことは、西方教会の自立と組織化を促した一方、のちの東西分裂を準備することにもなった。
古代の教会にはたびたび教義に関する論争が起き、歴代の皇帝はそのつどあるいは二派の融和を図り、会議を招集し、あるいは一方を正統とし他方を排除する命令を出した。全教会が召集されるものを全地公会（公会議）といい、その決定は全教会に適用された。一方、地方で行われた会議を地方公会ないし教会会議といい、その決定はその地方に適用された。ただし教義に関する地方公会の決定も、基本的には尊重され、他の地域に受け入れられていった。そのような重要な地方公会の決定としては、4世紀のカルタゴ教会会議における新約聖書の範囲の確定などがある。
5世紀に単性論がエジプトを中心に盛んになり、アレクサンドリアでは二派がそれぞれ独自に主教を擁立する事態に至った。単性論問題は教義論争の枠を超え、皇帝の側近をもまきこむ教会内の政争に発展し、これを収拾するため451年召集されたカルケドン公会議（ハリファゲン全地公会）は、単性論を異端として退けた。このとき単性論の一種と見なされて排斥された合性論者は、己を排斥した両性論者を「メルキテス」（皇帝派）と呼んだ。異端として排除され独自の教会をたてた東方の諸教会を総称して反メルキト派というのはこれに由来する。アンティオキアでも合性論教会が分立した。これらの分立した教会は非カルケドン派正教会とも呼ばれる。非カルケドン派正教会は自らの教説をあくまでも合性論であるとし、単性論と見なされることを誤解・不服としている。
正教会がメルキト派を自称することはほとんどなかったが、正教会は東ローマ帝国の国教として栄えていった。その象徴的建造物が6世紀コンスタンティノープルに建造されたアギア・ソフィア大聖堂である。現在でも世界最大級の大きさをもつこの教会には、1453年の東ローマ帝国滅亡までコンスタンティノープル総主教庁がおかれた。

## イスラム教の台頭と聖像破壊論争

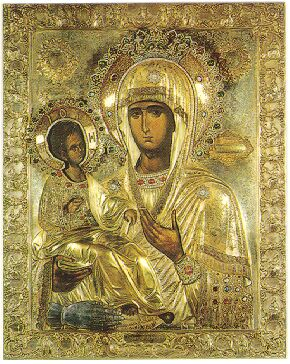
アトス山のヒランダリウ修道院にある生神女マリヤのイコン。ダマスコの聖イオアンによるイコンの構図で、「三本手の生神女」と呼ばれるタイプである。左下に生神女のものではない手が描かれている。聖像破壊運動の時代、東ローマ帝国皇帝の策略によってイコンを描く手を切り落とされた聖イオアンであったが、生神女の庇護により手が回復したという奇蹟があったと伝えられる。この奇蹟に感謝してイオアンが手を描き加えたのがこのイコンの構図の始まりだとされる。

7世紀にイスラム教が成立すると、アンティオキア、アレクサンドリア、エルサレムの三主教座を含む地域はイスラム教徒の支配域に入った。キリスト教徒は信仰を許されたものの、ズィンミーとして厳しい差別と抑圧を受けた。これにより、キリスト教圏に残った総主教庁はローマとコンスタンティノープルだけとなり、ローマ皇帝（東ローマ帝国皇帝）の座所でもあるコンスタンティノープル教会の権威が強くなった。
7世紀末から8世紀前半にかけて起こった聖像破壊運動（イコノクラスム）の原因については、神学面・政治面などの様々な要因が絡んで起きた事件と言える。
神学面では様々な要因があるが、まずイスラームの影響が挙げられる。イスラム教は、礼拝に像を用いることを厳しく禁じた。このため礼拝に聖像を用いるキリスト教を偶像崇拝であると非難した。この非難はイスラム教徒から始められたものであったが、偶像拒否はキリスト教の教義にもあり、小アジア（現在のトルコ南部）を中心に一部のキリスト教理論家は礼拝から一切の像を退けるべきだと考えるにいたった。8世紀に入りこの主張は公然となされるようになり、大規模な聖像破壊運動に発展した。聖像破壊主義は伝統的な聖像崇敬と衝突するため教会を二分する論争になった。
政治面では、修道士はイコン崇敬を実践また奨励したのみならず、修道院は聖像制作の場であった。修道院の帝国における影響力は絶大であり、皇帝は脅威を感じていた。聖像破壊運動は聖像崇敬そのものに対する大きな打撃となった。聖像破壊運動が及んでいなかった西方教会に助けを求め、西方に逃亡した聖職者・修道士たちもいた。
皇帝レオーン3世は聖像破壊主義を支持し、726年聖像破壊令を出した。レオーン3世と息子のコンスタンティノス5世は2代に渡って聖像破壊主義を取り、反対者を追放あるいは投獄し、あるいはその拠点である修道院を没収した。これに対し一般信徒、ことに首都コンスタンティノープルや帝国のヨーロッパ側では聖像破壊運動をほとんど支持せず、修道士や信徒などは広範な抵抗をみせ、反乱が起きた地方もあった。
787年、皇后エイレーネーは事態を収拾するため第七全地公会を召集した。全地公会は聖像使用の教義を確認し、聖像破壊主義を否定した。正教会は第七全地公会議を大斎第一主日を「正教勝利の主日」と名付けて記憶し、教義に関する重要な確認がなされた公会議と捉えている。なお、第七全地公会議は正教会が有効と看做す最後の全地公会議である。

## 東西の分裂
8世紀から12世紀にかけて、フランク王国を中心とする西ヨーロッパの独自の発展に伴い、ローマ総主教（ローマ教皇）を首座とする西ヨーロッパ・北アフリカ管轄地方教会（のちのカトリック教会）は、その他の地方諸教会との交わりから徐々に離れるようになった。聖像破壊運動においてローマ教皇と東ローマ皇帝が対立したことが、この離間に拍車をかけた。西方教会管轄地にはもとより自治が許されていたが、800年、ローマ教皇レオ3世はフランク王カールを「西ローマ皇帝」として戴冠し（カール大帝）、東ローマ帝国からの完全な政治的独立を主張するにいたる。
東西交流の衰退は西方における教義の独自な発展を促し、両教会の教義上の差異は問題となるまでに著しく開いた（フィリオクェ問題参照）。1054年、コンスタンティノープル総主教（エキュメニカル総主教、全地総主教）ミハイル1世キルラリオスとロマ総主教座=ローマ教皇レオ9世は、ローマ教皇の権威・権限や、エキュメニカル総主教の称号が意味する権威についての理解の差が使節交換の際に顕現したことがきっかけになり、「相互破門」した。これを東西分裂、または大シスマなどと呼ぶ。
しかしこの時の分裂は決定的なものとは云い難く、東西教会の交流がこの相互破門を境にして唐突に断絶したと考えるのは誤りである。この事件の前後に西方教会でローマ教皇が永眠していることや、東方教会に対する破門が西方教会使節であったフンベルトの独断であった面が強かったことに鑑みると、そもそも破門が破門として有効であったのかどうかすらも疑わしい。正教会側は、「正教会は使節：フンベルト一行のみを破門した」と捉えてきた。

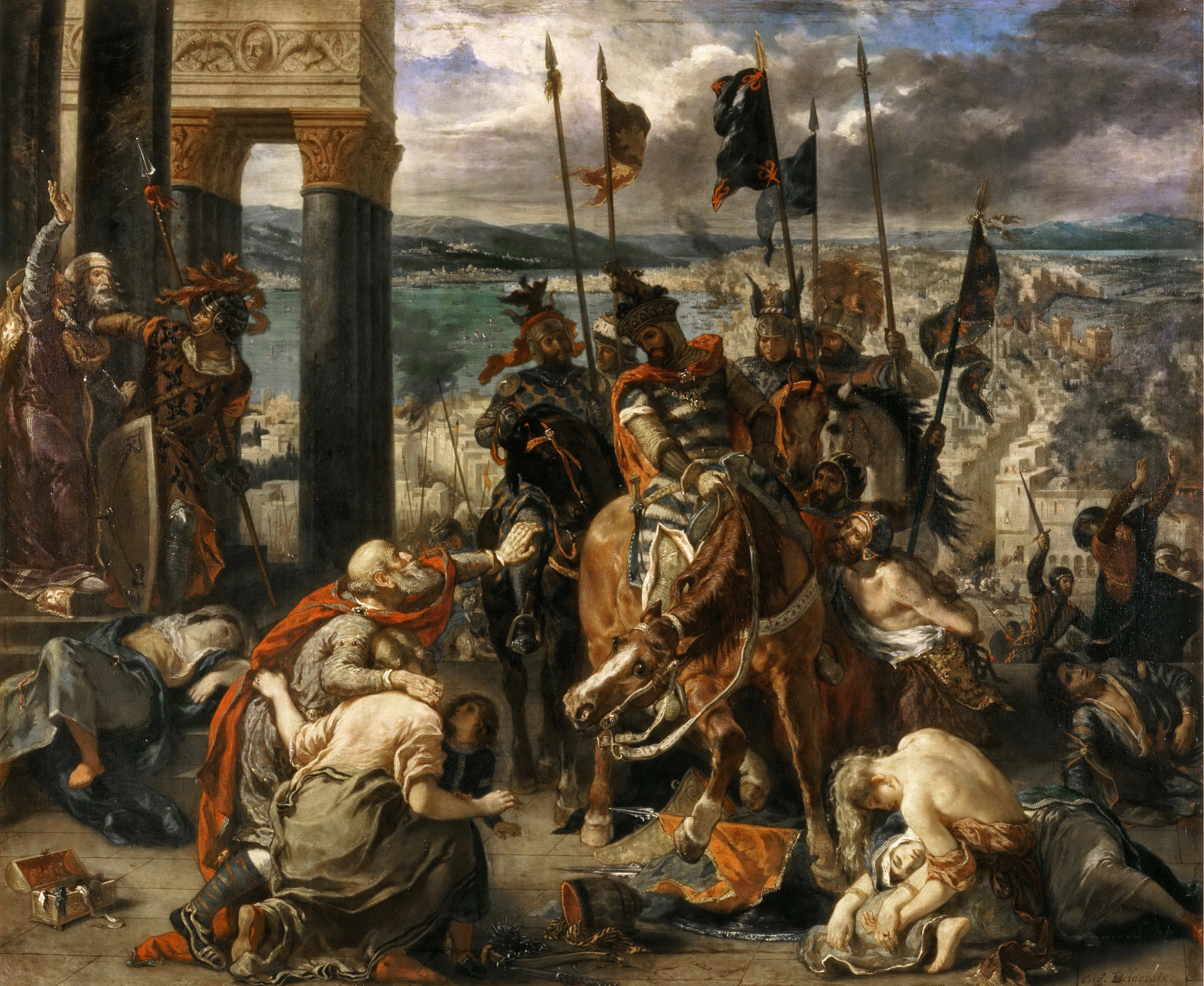
「十字軍のコンスタンティノープルへの入城」 (ウジェーヌ・ドラクロワ、1840年作)
第4回十字軍のコンスタンティノープルにおける蛮行が描かれている。

むしろ決定的分裂年代は、1204年の第四回十字軍に求められるべきである、とするのが現代の専門家の間の有力説であり、これまでの教科書的世界史理解の見直しが必要であろう。
その後、幾度か和解の試みがなされたが、完全な教義上の一致をみるには至っていない。むしろ和解のための対話は、かえって細部における両教会の差異の固定化につながっていった。このような対立の深まりは、両教会の政治上の緊張の深まりを反映している。そのような緊張の原因としては十字軍による東方世界の破壊と略奪が挙げられる。十字軍は占領地の小アジア＝アナトリアやパレスチナ、（現レバノンを含む）シリアにおいて、暴力によるラテン典礼の押し付け、および教会機構の簒奪・支配を行なった。すでに第一次十字軍においても、十字軍による正教会信徒の殺害が行われ、エルサレム総主教が追放され、カトリックによる司教の任命が行われた。1204年の第四次十字軍は正教会の首座教会があるコンスタンティノープルを陥落させて略奪・虐殺行為を行い、ここでもラテン典礼の押し付けをおこなった。こうしたローマ・カトリック勢力による暴力は、正教会信徒の間にローマ・カトリックに対する根強い不信感を植え付けることとなった。
また、1453年のコンスタンティノープルの陥落に際しては、フェラーラ・フィレンツェ会議で援軍の派遣を決議しておきながら、（西欧内で諸国の内紛があったことも影響したとはいえ）事実上見殺しにした。さらに、ロシアなど東欧一帯で、この公会議でカトリックの教義を受け入れることを主張した者が、破門されてカトリックに走り、正教会の勢力圏内であったウクライナなどに教皇庁の支配を受けるユニア教会（東方典礼カトリック教会）がおかれた。これは当時の正教会側からみれば、分断を固定化するとともに、その土地での正教会の管轄権を否定する行為であり、「ローマ・カトリック教会は対話や交渉に値しない」という印象を与えることとなった。
現在もロシア正教会はローマ教皇庁との対話の条件として、ユニア教会がロシア教会側に復帰することを求めている。16世紀以降にカトリックが対抗宗教改革の一環として、ブレスト合同にみられるように、東欧や東地中海地域での東方典礼カトリック教会の設立を進めたこともさらに両教会の角逐を深めた。なおバルト海沿岸ではこれにルター派教会およびカルヴァン派の宣教も加わり、東西教会の緊張は複雑な様相をみせた。
こうした長年の政治的緊張は、教義上の対立以上に、東西の教会一致に決定的な痛手と否定的作用をもたらした。2003年の教皇ヨハネ・パウロ2世のギリシャ訪問の際、第四回十字軍の略奪及びコンスタンティノープル見殺しについての謝罪があったが、東西教会間の問題はなお山積している。なお相互破門状態は1965年12月に取り消され、相互理解と和解に向かって双方が歩み始める出発点となった（ただし先述の通り「相互破門」はそもそも破門として有効であったのかどうか疑わしい程度のものであり、解決が比較的容易な問題であったとも言える）。
しかし、ヨハネ・パウロ2世より教皇座を引き継いだ保守派のベネディクト16世は、就任早々にローマ教会の主導権を主張したために、正教側の反発を受けている。教皇首位説はそれぞれが自立している正教会の諸教会には到底受け入れられるものではなく、東西教会の再統一にはまだまだ克服すべき障壁が多いのが現状である。他方、2006年11月30日、ローマ教皇ベネディクト16世は、コンスタンティノープル総主教庁を公式訪問し、聖体礼儀に参祷した。このとき、「我が兄弟」と相互に呼び合った。ただしこの聖体礼儀においてはベネディクト16世は司祷も領聖もしておらず、至聖所にも入っていない。

## スラヴへの宣教

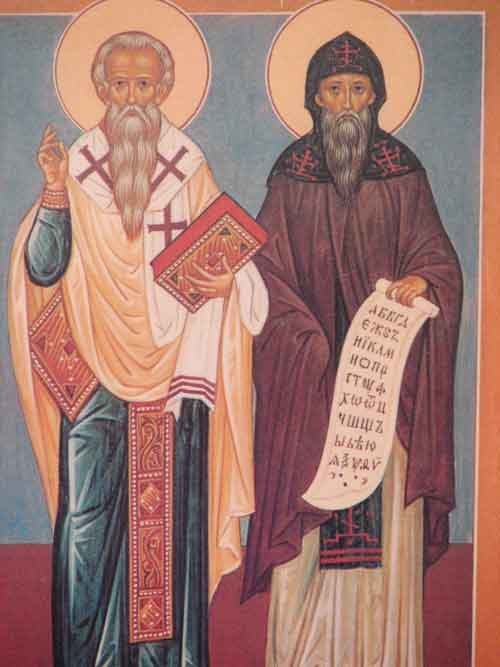
キュリロスとメトディオス

コンスタンティノープルからは、スラヴ地域への宣教がなされた。
9世紀にギリシア人宣教師キュリロス（キリル）とメトディオス（メフォディ）の兄弟は、無文字言語であったスラヴ語のために文字を考案し、聖書や祈祷書をスラヴ語に翻訳した。かれらの翻訳したスラヴ語を古代教会スラヴ語といい、今日もスラヴ語圏の教会では、このときの翻訳が礼拝で使われている。またキュリロスが考案したグラゴル文字は、彼の名を冠したキリル文字へ発展し、スラヴ文化の形成に大きく寄与した。
二人とその弟子たちにより、モラヴィア、セルビアに宣教がなされた。ただしモラヴィアではローマ教皇から派遣されたフランク族の宣教師と対立し、追い出されることになった。
テュルク系の遊牧民族ブルガール人がアジアより移住し、7世紀末にブルガリア帝国を建てていたブルガリアにも、870年に正教会が建立された。ブルガリアでもスラヴ語典礼が行われた。もともと数の少なかったブルガール人は、スラヴ人と同化し、11世紀頃までに吸収されていった。ブルガリアの支配下にあった現在のルーマニアは、古代から正教会に属しており、ラテン語から発展した言語が使われていたが、ここにもスラヴ語典礼が強制された。
988年にはキエフ大公国のウラジーミル1世が改宗し、キリスト教（正教）を国教とした。この時、コンスタンティノープル教会から洗礼を受けたことが、ルーシ（現在のウクライナ、ベラルーシ、ロシア）において正教が優勢となる端緒となった。
のちに、モンゴル帝国やオスマン帝国との対峙を経て、正教会の信仰と典礼は、スラヴ民族が民族的一体性を自覚し、また深めていく上で、大きな役割を果たすことになる。

### ヘシュカズムの体系化

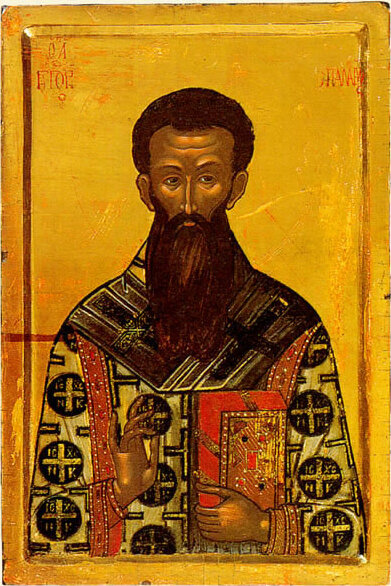
グレゴリイ・パラマ

もともと正教会には神秘思想的傾向が強かったのであるが、この流れを決定的にしたのは14世紀のグレゴリオス・パラマス（グレゴリイ・パラマ）である。14世紀初頭、恩寵の非被造性を説き、非被造の恩寵が人間を照らし、神の働きを知ることへと導くとした。そして霊的な指導のもと、徹底した、しかし機械的でない祈り、「祈らずして祈る」者のみが、神の作られざる恩寵の光に与り、恩寵によって神の性質と等しいものになる（テオーシス、神成、Theosis）と説いた。この過程で、絶対的な静寂（ヘシュキア）を体験すると言う。これをヘシュカズムという。
この教えは正教の公式の教義となり、またそのような祈りのために「イイススの祈り」と呼ばれる短い祈祷文が定着した。この祈りは「主イイスス・ハリストス、神の子よ、我罪人を憐れみ給へ」("Jesus Christ, Son of God, Have mercy on me, a sinner")という短い章句を繰り返すもので、修道士らによって伝播した。今日では修道士ではない一般の正教徒にも広く行われている。

## オスマン帝国・ロシア帝国と正教会
オスマン帝国が東ローマ帝国を蚕食していった時期は、ルーシではモンゴル帝国の影響が強く、キエフ大公国が衰え新興のモスクワ大公国が進出する時期にあたっている。1329年、キエフおよび全ルーシの府主教座は現在のモスクワに移転した。

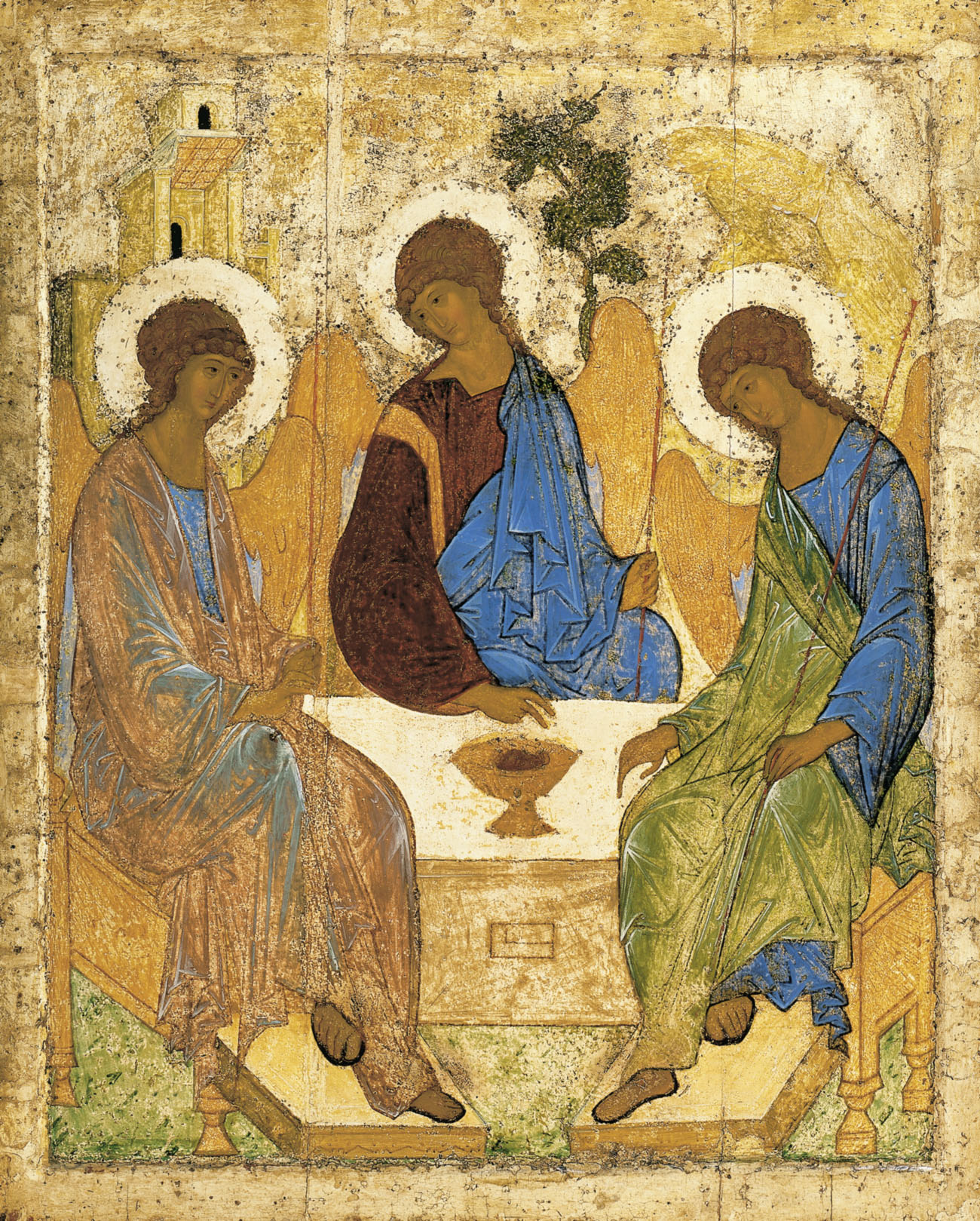
アンドレイ・ルブリョフによるイコン『至聖三者』

タタールのくびきと呼ばれる遊牧民の支配下にありながら、14世紀から15世紀にかけて、ルーシにおいては荒野修道院運動が活発となり、至聖三者聖セルギイ大修道院やソロヴェツキー諸島の修道院群などの原型がこの時代に成立。輪作技術を修道士達が西欧からルーシにもたらし、国土の開拓が広く行われた。精神面でも荒野修道院は多大な影響をもたらし、当時活躍したイコン画家であり修道士でもあったアンドレイ・ルブリョフのイコン『至聖三者』は、正教会のみならずカトリック教会でも使用される事がある。
1453年のコンスタンティノープル陥落後、モスクワは「正教最後の砦」を自称する。また1547年以降、モスクワ大公はツァーリを自称する。首都モスクワは「第3のローマ」「第3のエルサレム」と呼ばれた。このような宗教と結びついた民族意識の高揚は、一面で民族の結束につながる一方、選民意識と他民族の土地への領土拡大を正当化する意識をロシア人に与えることともなった。1589年、ロシア正教会は独立教会の祝福を正式に受け、モスクワ総主教座が成立。コンスタンティノープルの管轄を正式に離れた。

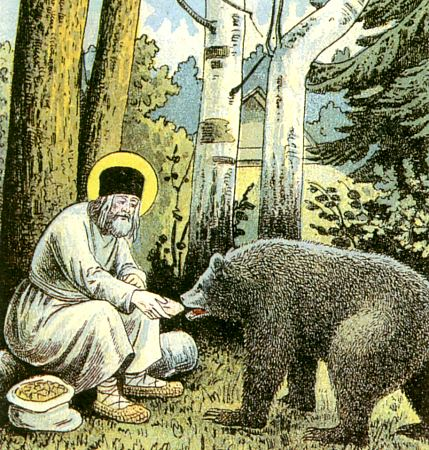
熊に食べ物を与えるサロフの聖セラフィム。聖セラフィムが行った森林での修行は、18世紀末から19世紀にかけて、ロシアにおける荒野修道院の伝統的精神を復興するものの代表例であった。

ロシア正教会は帝国の国教とされ、カトリックなど他の宗派の活動は制限された。反面ピョートル1世ら皇帝の正教会への介入と統制は正教会史上類をみない厳しいものであった。ピョートル1世は西欧化政策を教会にも及ぼし、北欧のプロテスタント国の国教制度にならう統制制度を導入した。1700年にモスクワ総主教アドリアンが没すると、後任をおくことを禁じ、皇帝が直接任命する聖務会院をかわって設置した。
また1721年には総主教制を廃止し、聖務会院が教会と修道院を管理するとした。この体制はロシア革命が起こる1917年まで続いた。国家の介入は高位聖職者にもおよび、修道院の閉鎖と財産の国有化が推し進められた。ドイツ出身のエカチェリーナ2世も、教会への統制を厳しくした。この統制のもとで、ロシア教会は精神的に荒廃したとしばしばいわれる。この荒廃の時期は18世紀末まで続いたが、後述する『フィロカリア』の紹介を中心とした静寂主義が修道院を拠点に広まったことで、ロシア正教会の信仰生活は復興したといわれる。
一方、オスマン帝国の側も一応はキリスト教信仰を認めたものの、とりわけ帝国の中期以降はイスラームの絶対的優越性の理念の下クリスチャンは厳しい迫害と抑圧に苦しみ、帝国領内での神学教育の禁止やイスラーム教徒への布教禁止など宗教活動でも制限を受けた。このため聖職者の養成は、ローマなど西方に留学して神学を学ぶことにより行われた。これは東方正教会のなかにローマ・カトリック教会の影響を強めることになった。
1782年、ギリシアで霊的文書『フィロカリア』が出版された。タイトルはギリシア語で「美を愛する」を意味し、ここでいう美とは神のことである。アトス山の修道士ニコディム・アギオリトとコリント主教マカリーの編纂したこの霊的著作集は、正教会の伝統である神秘思想・静寂主義を、美しくわかりやすい表現に移し、一般の信徒が日々の礼拝のなかで接することのできる形を与えた。『フィロカリア』は各国の言語に訳され、全正教会に広まり、停滞していた教会内で信仰の再興につながった。『フィロカリア』は現在でも正教会が共有する精神財として、世界各地の正教会で使われている（日本語への部分訳あり、ただし正教会による翻訳ではない。エンデルレ書店より刊行。またこれと別に2006年より全文の翻訳刊行が日本人研究者によりなされている）。

## 19世紀
フランス革命後のヨーロッパでの民族主義の高揚は正教世界にもおよび、19世紀半ばからヨーロッパのオスマン帝国領内では独立運動が相次いだ。これに呼応して、教会の中にも、オスマン帝国の統制下にあるコンスタンティノープル教会からの独立が志向された。1833年にギリシャ正教会が独立教会を宣言したのにつづき（コンスタンティノープル総主教は1850年に承認）、セルビア正教会（1879年）、ルーマニア正教会（1885年）、ブルガリア正教会（1860年）が独立教会となった。
また19世紀半ばにはロシア正教会内に東方伝道への積極的な取り組みが生まれた。ロシア領となったシベリアやアラスカでの伝道が積極的になされた。シベリア中部の都市イルクーツクが、拠点となった。イルクーツク近郊出身のイヴァン・ベニアミノフ司祭（のちにアラスカ主教・モスクワ府主教）は、アリューシャン列島に伝道した。ベニアミノフは文章語としてのアリュート語を確立した人物として知られている。伝道のため、文字をもたなかったアリュート語の正書法を確立し、はじめての文法書を出版し、アリュート人の協力者とともに聖書をはじめとする宗教文書を翻訳した。
日本にも、19世紀半ばの開国後、はじめ在函館ロシア領事館付司祭として来日したニコライ司祭（のち大主教）により、正教伝道が行われた。聖ニコライが在外ロシア人のための教会を建設しようとするのではなく、日本人のための正教会を志向したことにもより、この蒔かれた種は1970年に自治教会である日本ハリストス正教会に結実して今日に至っている。

## 二つの革命
オスマン帝国とロシア帝国における第一次世界大戦は、それぞれの終焉をもって終わった。両国家はともに世俗化され、国家の統制下で一定の庇護を受けていた正教会は、大きな変化に直面させられた。
トルコ共和国は、コンスタンティノープル総主教座の存続を許したが、総主教はトルコ国籍に限ると規定した。教会領として保障されていた多くの土地は没収された。またこの当時、コンスタンティノープル教会の信徒は、ほとんどがオスマン帝国領内カッパドキアなどの、キリスト教信徒が多数派を占める地方に住み、ギリシャ語を話していたが、トルコとギリシャの間で住民交換が行われ、コンスタンティノープル教会管轄下の信徒は激減した。さらに、ギリシャ領ながらコンスタンティノープル総主教の管轄下にあったアトス山修道院では、トルコとの住民交換により移住したギリシャ人を住まわせる土地を確保するため、ギリシャ政府が、アトス山の領地を大幅に没収した。このためアトス山は大きく運営に支障をきたすことになった。

ロシア・ボリシェヴィキによる教会財産の接収。 Ivan Vladimirov作。

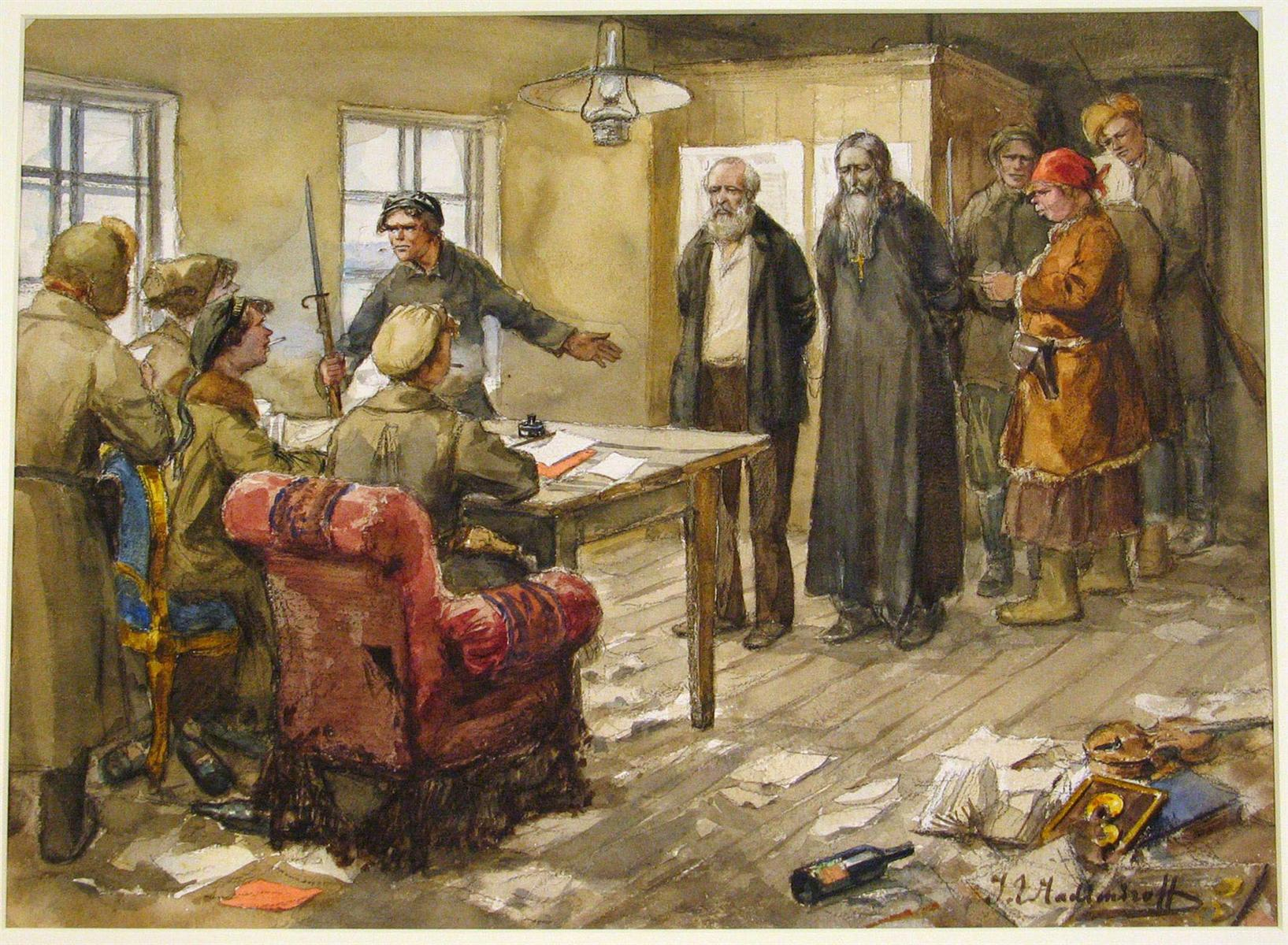
ロシア・革命派によって死刑を宣告される聖職者と地主。 Ivan Vladimirov作。

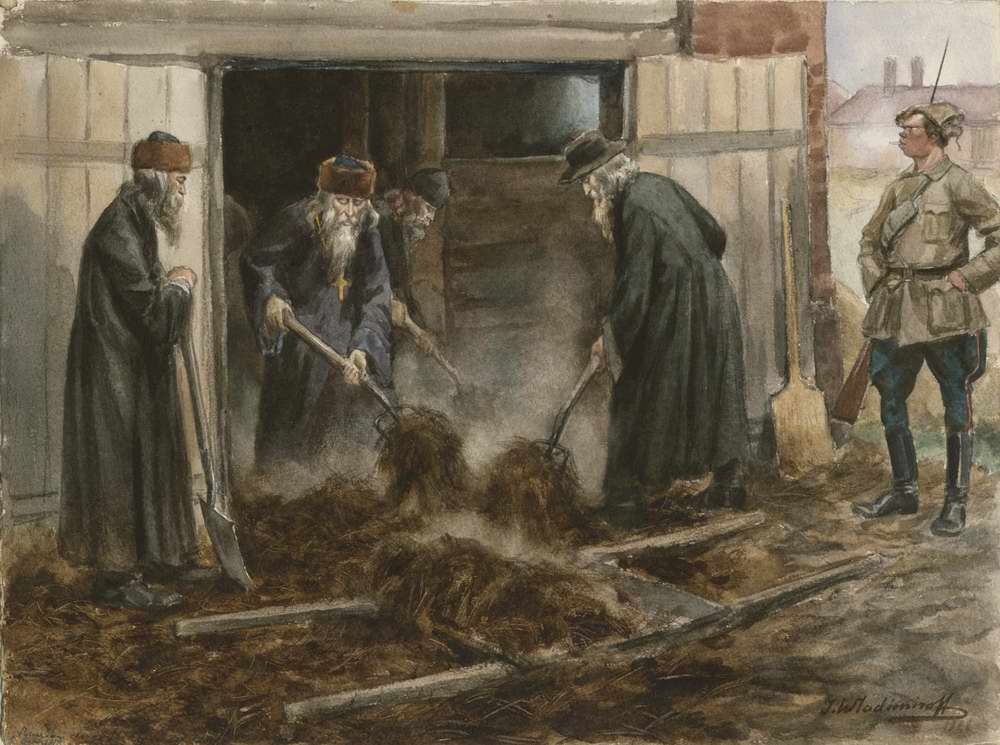
ロシア・ボリシェヴィキの命令で強制労働に従事する聖職者。 Ivan Vladimirov作。

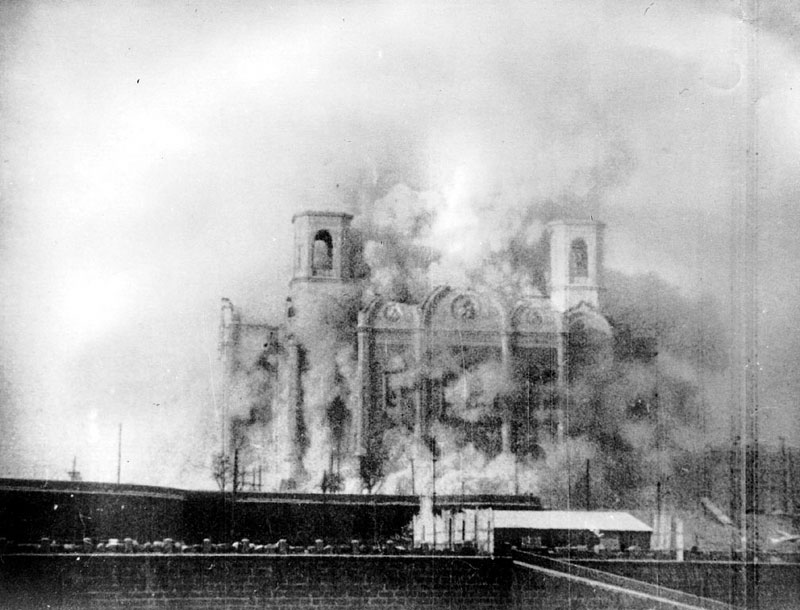
爆破され崩れゆく救世主ハリストス大聖堂

より大きな打撃となったのは、ロシア革命によるソビエト連邦政府の成立であった。聖務会院が廃止され、総主教制が復活したが、教会の自律は依然危機にあった。多くの主要な教会や修道院が閉鎖され、国家に財産を没収され、博物館などに転用された。また聖職者や信者が外国のスパイなどの嫌疑で逮捕され、処刑された。当初ボリシェヴィキ政権に激しく反発していたモスクワ総主教ティーホンは、その後の苛烈な教会弾圧を前にしてスターリン政権を認める姿勢に転じ、一定の協力を行った。それでも教会に対する弾圧は続き、1931年にはスターリンの命令で救世主ハリストス大聖堂が爆破されるに至った。第二次世界大戦中、祖国防衛に貢献したとの理由で教会は合法化されたが、教会の活動は著しく制限されており、信徒は社会生活のうえで不利に立たされた。
また特に革命の初期、政府の迫害を恐れ、多数の亡命者が出た。ヨーロッパや北アメリカに亡命した信徒や聖職者は、すでに移民していたロシア移民が立てた在外ロシア正教会に拠り、信仰を守った。それによりパリやニューヨークでロシア正教会の神学校が立ち、20世紀における正教のみならずキリスト教神学研究のひとつの中心となった。

## 現代の正教会

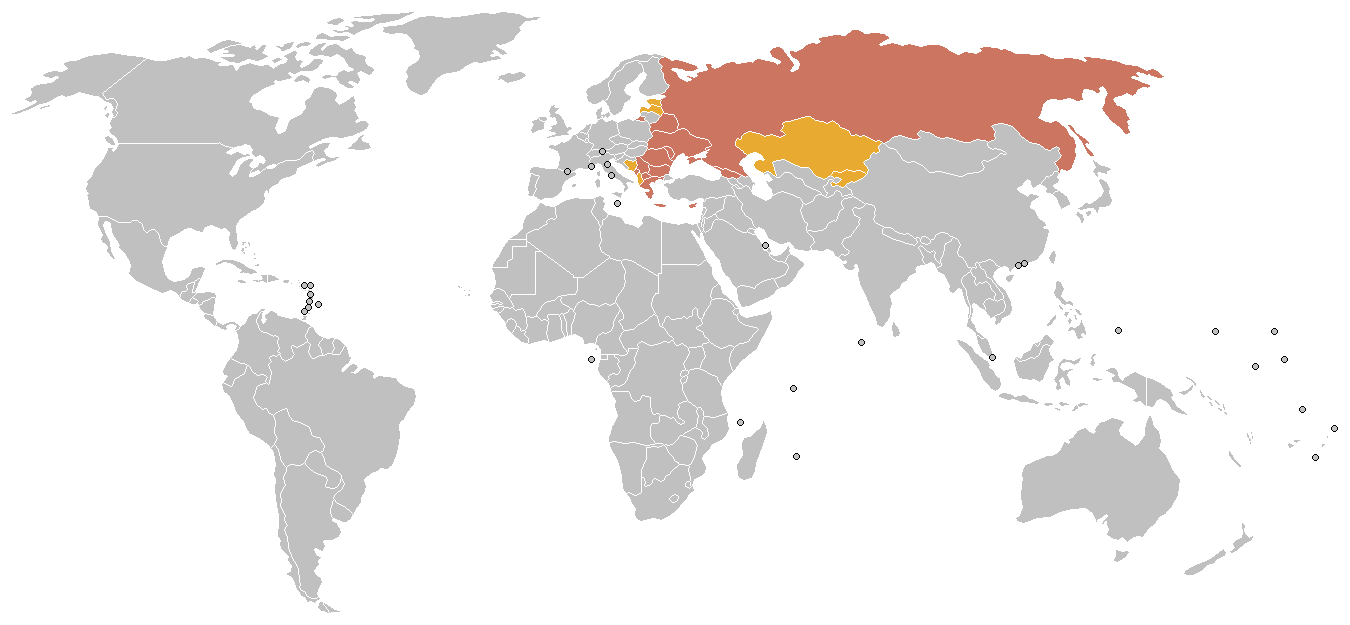
正教徒の人口分布
正教徒が多数派を占める国
正教徒が人口の10%以上を占める国

正教徒の実数は、全世界で2億6000万人から3億人の間と推定されている。現在は伝統的な四大総主教庁のほかに、主に正教徒の多い地域では独立国の単位で独立教会、日本やアメリカのようにある程度の信者数を持つ国では自治教会が立てられている。自治教会は特定の独立教会の管轄と指導のもとで自治を行う。独立教会のうち、古代からの四大総主教に加え、ロシア、グルジア、セルビア、ルーマニア、ブルガリアの各教会の首座が総主教の地位を持つ。
諸正教会は「組織的な一致」にあるのではなく、完全な自律性をもった諸教会が、共通の信仰と伝統と精神性において一致のもとに、相互に教会の自立を承認しあった緩やかな連合を保っている。各主教には序列が定められているが、これは席次や祈祷において名を挙げる順序などの、純粋に名誉上の序列であり、教義にかかわるものではない。
コンスタンティノープル総主教は伝統的に全地総主教（エキュメニカル総主教）という称号を有し、正教会における名誉上の第一位の主教として認められている。古代の規定では名誉上の第一位の主教であるローマ主教座が正教諸教会の交わりから離れたことから、このように称する。しかし正教会における全地総主教は、世界の諸正教会の上に何らかの強力な権限を有するものではなく、名誉上の地位である。したがって教皇首位説を主張するローマ教皇とは、首位の意味が異なる（ローマ教皇も正教会的な見方では、諸主教の一人、地方教会の首座である諸総主教の一人、ということになる。ローマ・カトリック教会も、地方教会のひとつに他ならない）。

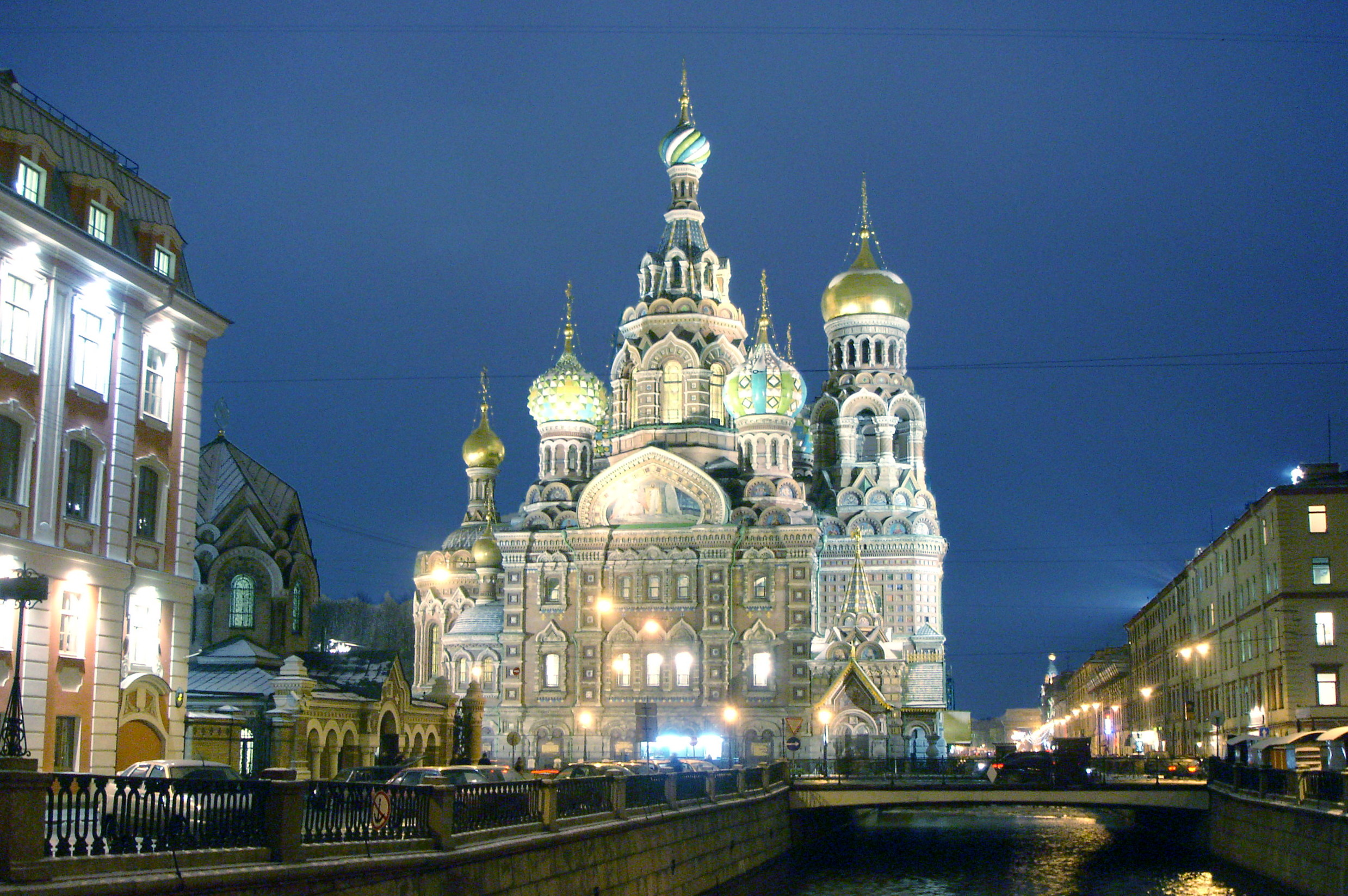
血の上の救世主教会（サンクトペテルブルク）の夜景（2007年12月27日撮影）

ロシアやセルビアといった旧共産圏では、1990年代の共産党政権の退陣後、国家の統制が取り払われたことから、正教会の活動が再び盛んになっている。特にセルビアでは、紛争の後、元兵士を含め、教会の活動に熱心に参加する青年が増加している。一方で、旧ユーゴスラビアでの紛争の過程で宗教の違いが対立として喧伝された悪影響も否定できない。これはコソヴォなどで特に深刻な問題を引き起こした。また宗教全般への規制が撤廃されたことで、他宗派との勢力争いなども見受けられる。特にロシアでは米国資本に裏付けられた福音派の大量攻勢や、ウクライナなどでの東方典礼カトリック教会の活動も活発になっている。このためロシア正教会は大きく反発し、保守化する傾向を見せている。
アメリカではコンスタンティノープル管下の教会のほかにロシア正教会系・ギリシャ正教会系・アンティオキア総主教庁系の教会、独立教会であるアメリカ正教会(OCA)などがあり、それぞれ協力しあいつつ活発な伝道活動を行っており、これらの諸教会は統合を模索しつつある。現在、これらの教会の共同作業により、新約聖書および聖詠（詩篇）の研究版英訳聖書が刊行されており、七十人訳聖書の研究版英訳聖書も2008年に刊行された。

### 正教の離散
正教会では、一カ国に一つの教会組織を具えることが原則であるが、アメリカ合衆国など移民の国においては、移民たちがそれぞれの母国の正教会に連なる教会を立てるケースが多発し、この原則が成り立っていない。

### モスクワとコンスタンティノープルの断交
また、ソビエト連邦の崩壊後、1996年にはエストニアにおける正教会の管轄権を巡って、コンスタンティノープル総主教庁とロシア正教会の対立が起きた。続いて2018年には、ウクライナ正教会の独立承認を巡って、再びコンスタンティノープル総主教庁とロシア正教会の対立が起き、ロシア正教会モスクワ総主教庁はコンスタンティノープル総主教庁との断交を宣言。さらに、ウクライナ正教会の独立を承認した各国の正教会との断交を次々に宣言し、亀裂は世界中の正教会に及びつつある。

## 関連文献
- Frazee, Charles A. (2006). Catholics and Sultans: The Church and the Ottoman Empire 1453-1923. Cambridge: Cambridge University Press.
- The Orthodox Church. Ware, Timothy. Penguin Books, 1997. (ISBN 0-14-014656-3)
- The Orthodox Church; 455 Questions and Answers. Harakas, Stanley H. Light and Life Publishing Company, 1988. (ISBN 0-937032-56-5)
- The Spirituallity of the Christian East: A systematic handbook by Tomas Spidlik, Cistercian Publications Inc Kalamazoo Michigan 1986 ISBN 0-87907-879-0
- History of the Orthodox Church in the History of Russian Dimitry Pospielovsky 1998 St Vladimir's Press (ISBN 0-88141-179-5)
- Orthodox Dogmatic Theology: A Concise Exposition Protopresbyter Michael Pomazansky St Herman of Alaska Brotherhood press 1994 (ISBN 0938635-69-7)
- Thomas, John P. (1987). Private Religious Foundations in the Byzantine Empire. Washington, D.C.: Dumbarton Oaks.